# Hewittia malabarica
Hewittia malabarica är en vindeväxtart som först beskrevs av Carl von Linné, och fick sitt nu gällande namn av Suresh. Hewittia malabarica ingår i släktet Hewittia och familjen vindeväxter. Inga underarter finns listade i Catalogue of Life.